# الاتفاقية المغربية الإنجليزية 1856
الاتفاقية المغربية الإنجليزية لعام 1856 (بالإنجليزية: Anglo-Moroccan Treaty of 1856) هي اتفاقية بين المغرب والمملكة المتحدة وُقعت في طنجة في 9 ديسمبر 1856. وقع عليها كل من جون هاي دروموند هاي ‏ ومحمد الخطيب، مُمثّلا الملكة فيكتوريا والسلطان عبد الرحمن بعد مفاوضات طويلة.

## خلفية
إن الصورة العامة لتطورات البلاد المغربية فيما بعد معركة إيسلي 1844 مهدت فوز المفاوض البريطاني جون دروموند هاي بمعاهدة تجارية مثلت منعطفا أساسيا في تاريخ المغرب الحديث . فالوساطة البريطانية وما حققته من تفادي الحرب على المغرب ووضعها في موقف حرج، قد زاد من رصيد البريطانيين لدى المخزن المغربي، واعتبروهم أصدقاء مخلصين بل أن قنصلها العام هاي أصبح مستشارا مقربا للسلطان المغربي، فقد كانت بريطانيا مدركة أن أي خلخلة للوضع سيكون منفعة لدول أخرى (فرنسا- إسبانيا) وأنها بذلك ستفقد بلا شك هيمنتها التجارية على السوق المغربية الواعدة، وهيمنتها السياسية والعسكرية على المدخل الغربي للمتوسط.[بحاجة لمصدر]
اختار هاي أسلوب الإقناع بالدرجة الأولى فوجه عدة رسائل ومذكرات للسلطان عبد الرحمن بن هشام لإقناعه بفضائل تحرير المبادلات البحرية ومواكبة المغرب لمستجدات السوق العالمية، وقد تكررت في خطاب الممثل الإنجليزي عبارات ومصطلحات كلها إشارات إلى حسن نوايا بريطانيا تجاه المغرب.
تمهيدًا لتوقيع الاتفاقية المغربية الإنجليزية في عام 1856، كانت هناك سلسلة من الأحداث والتطورات التي أدت إلى تحسين العلاقات بين البلدين وإعداد المناخ المناسب لتوقيع الاتفاقية، ومن بين هذه الأحداث:
1. زيارة السلطان المغربي لبريطانيا: في عام 1845، قام السلطان المغربي عبد الرحمن بزيارة رسمية لبريطانيا، وكانت هذه الزيارة فرصة لتحسين العلاقات بين البلدين وتعزيز التبادل التجاري.
2. تحسين الأمن في المغرب: قامت الحكومة المغربية بتحسين الأمن في المناطق الساحلية الهامة وتطوير الموانئ البحرية، مما أدى إلى زيادة الثقة بالاستثمار في المغرب.
3. التوسع الاستعماري الفرنسي: كانت فرنسا تتوسع في الجزائر وتهدد بالتوسع في المغرب، مما دفع الحكومة المغربية إلى التوجه إلى بريطانيا للحصول على الدعم والحماية.
4. تحركات بريطانية في المنطقة: قامت بريطانيا بتوجيه قوات بحرية إلى الساحل المغربي لحماية مصالحها هناك، وذلك أدى إلى فتح باب الحوار بين البلدين.
5. رغبة بريطانيا في إنشاء قناة السويس: كانت بريطانيا ترغب في إنشاء قناة السويس لتسهيل التجارة بين أوروبا وآسيا، وكانت ترى أن المغرب يمثل قاعدة مهمة للتجارة بين البلدين.

بهذه الأحداث وغيرها، تمهدت الظروف لتوقيع الاتفاقية المغربية الإنجليزية في عام 1856، والتي كانت تهدف إلى تحسين العلاقات بين البلدين وتعزيز التعاون في مختلف المجالات.
بدأ المفاوض البريطاني جون دروموند هاي مع ممثل المغرب، نائب السلطان في طنجة محمد الخطيب في 19 فيفري 6 1856 بمعدل اجتماعين أو ثلاث في كل أسبوع، وقد تناول ممثلي الطرفين بالدراسة والتحليل كل شرط على حدة حتى يتم قبوله أو رفضه أو تعديله وقد وافق محمد الخطيب تقريبا على كل الشروط المقترحة في الاتفاقية، ولكي لا يتراجع الخطيب عن تلك الموافقة، أُلزم بالتوقيع على هوامش المسودة إلا أن الخطيب واستجابة للأوامر السلطانية، كان حريصا على أن يضيف أمام كل شرط: تمت الموافقة المبدئية ويصبح نهائيًا إذا ما قبله السلطان.

## بنود الاتفاقية
وقعت الاتفاقية المغربية الإنجليزية في عام 1856 بين المملكة المغربية والإمبراطورية البريطانية. كانت هذه الاتفاقية تهدف إلى تعزيز العلاقات التجارية بين البلدين وضمان حماية مصالح كل منهما.
وقد شملت الاتفاقية العديد من البنود المهمة، بما في ذلك تعزيز التعاون في مجال الأمن، حيث أتاحت الاتفاقية لبريطانيا الحق في استخدام السواحل المغربية كمرفأ لسفنها وأيضًا في بناء قواعد عسكرية.
وعلاوة على ذلك، تم تحديد حقوق الأجانب المقيمين في المغرب، وتم إنشاء لجنة لحل النزاعات القضائية بين الأجانب والمغاربة. وفي المقابل، تعهدت بريطانيا بدفع مبالغ مالية سنوية للمغرب كتعويض عن الخدمات التي تقدمها للحكومة البريطانية.
تضمنت بنود الاتفاقية المغربية الإنجليزية في عام 1856 العديد من النقاط الهامة، ومن بينها:
1. تعترف بريطانيا بمملكة المغرب كدولة مستقلة وذات سيادة كاملة، وتلتزم بعدم التدخل في شؤونها الداخلية.
2. تتضمن تعهد بريطانيا بدفع مبالغ مالية سنوية للمغرب كتعويض عن الخدمات التي تقدمها للحكومة البريطانية.
3. تحدد حقوق الأجانب المقيمين في المغرب، وتشمل حق التجارة والاستثمار والتعليم والعمل.
4. تسمح بريطانيا باستخدام السواحل المغربية كمرفأ لسفنها، وكذلك بناء قواعد عسكرية في بعض المناطق.
5. تحدد إجراءات التحكيم لحل النزاعات القضائية بين الأجانب والمغاربة.
6. تتعهد بريطانيا بإرسال بعثة طبية إلى المغرب للعلاج من الأمراض المعدية وتحسين الظروف الصحية.
7. تتضمن تعهدًا بريطانيًا بعدم تجنيد المغاربة في الجيش البريطاني.
8. تتعهد بريطانيا بعدم تصدير الأسلحة والذخائر إلى المغرب، وعدم تزويد الأطراف المتحاربة بالأسلحة.
9. تحدد إجراءات تسليم المجرمين بين المغرب وبريطانيا.
10. تتضمن تعهد بريطانيا بتحديث الأحكام والشروط المتعلقة بالتجارة بين البلدين، وتنظيم الشكاوى القانونية في هذا الصدد.

وقد نصت المعاهدة على حماية رعايا إنجلترا وتجارها وتوفير الأمن لهم ولممتلكاتهم من خلال حرية التجارة والمساواة بين التجار المغاربة والإنجليز، مع ضمان الحق في السكن والبيع والشراء في جميع المراس المغربية بجانب حق الانتفاع وبناء الديار والمخازن كما نصت على إسقاط حق الانفراد بتصدير مواد معينة إلا للخواص من التجار ومن تلك المواد الممنوعة التصدير (القمح، الشعير، الأغنام والصوف..).
كما نصت المعاهدة أن يتمتع الرعايا الإنجليز بحرية السفر والسكن وحق التعمير، كما تمنع تدخل القضاء المغربي في النزاعات التي تحدث بين رعية إنجلترا بالمغرب.
تتكون هذه الاتفاقية من نصين: الأول كان معاهدة عامة من 38 مادة تتناول وضع القناصل، وامتيازاتهم وحريتهم في التنقل، وكذلك تسوية الرعايا البريطانيين في البلاد.
أما النص الثاني فعبارة عن معاهدة تجارية مكونة من 8 مواد. وكانت أهمها المادة 6 التي حددت التعريفات الجمركية بنسبة 10 بالمائة. ألغت المعاهدة احتكار المخزن، وأعطت الحق للإنجليز بممارسة التجارة بالمغرب بكل حرية والحد من مراقبة السلع البريطانية وتخفيض في قيمة الرسوم الجمركية.

## نتائج الاتفاقية
تمثلت نتائج الاتفاقية بين بريطانيا والمغرب عام 1856 في تحقيق العديد من المكاسب الاقتصادية والسياسية للبلدين. فقد أدت الاتفاقية إلى تحسين العلاقات التجارية بين البلدين، حيث تم تحديد الرسوم الجمركية والشروط اللازمة للدخول إلى الموانئ المغربية بحرية. كما أدت الاتفاقية إلى زيادة حجم التجارة بين البلدين وتعزيز التعاون الاقتصادي. وبالنسبة للمغرب، أدت الاتفاقية إلى تحقيق استقرار سياسي في البلاد وتحسين العلاقات مع الدول الأوروبية الأخرى.
ومن جانبها، حصلت بريطانيا على الحماية الدبلوماسية لمصالحها في المغرب، وتمكنت من تحقيق مكاسب تجارية هامة في المنطقة، وزيادة نفوذها في المنطقة. وعلاوة على ذلك، أدت الاتفاقية إلى تحقيق الاستقرار السياسي في المغرب، وتحسين العلاقات بين البلدين. وفي النهاية، أدت الاتفاقية إلى تحقيق المصالح المشتركة بين البلدين، وتحسين الاستقرار الاقتصادي والسياسي في المنطقة، وتحسين العلاقات بين الدول الأوروبية والدول العربية. وبشكل عام، أثبتت الاتفاقية فعاليتها في تعزيز التعاون الثنائي بين البلدين في مختلف المجالات.